# Gromada Blachownia
Gromada Blachownia war eine Verwaltungseinheit in der Volksrepublik Polen zwischen 1954 und 1959. Verwaltet wurde die Gromada vom Gromadzka Rada Narodowa dessen Sitz sich in Blachownia befand und der aus 11 Mitgliedern bestand.

Die Gromada Blachownia gehörte zum Powiat Częstochowski in der Woiwodschaft Katowice (damals Stalinogród) und bestand aus den ehemaligen Gromada Blachownia und den Dörfern Błaszczyki, Gać und Malice der ehemaligen Gromada Trzepizury der aufgelösten Gmina Ostrowy sowie den Forststücken nr 1–36, 50–6?, 78–83, 98–101 und 117–126 des Forstbezirks Herby.

Zum 31. Dezember 1959 wurde die Gromada Blachownia aufgelöst und erhielt den Status einer "Osiedla" (Siedlung).